# Ваду-Сепат
Ваду-Сепат (рум. Vadu Săpat) — село у повіті Прахова в Румунії. Входить до складу комуни Ваду-Сепат.
Село розташоване на відстані 70 км на північ від Бухареста, 30 км на схід від Плоєшті, 135 км на захід від Галаца, 91 км на південний схід від Брашова.

## Населення
За даними перепису населення 2002 року у селі проживали 852 особи, усі — румуни. Усі жителі села рідною мовою назвали румунську.